# 中等教育学校

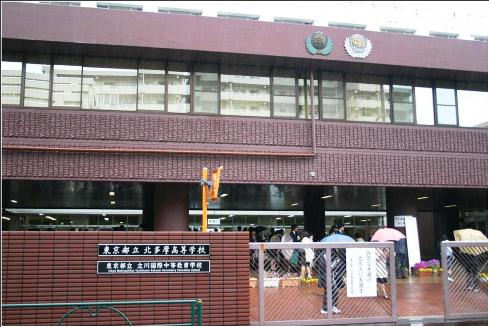
東京都立立川国際中等教育学校

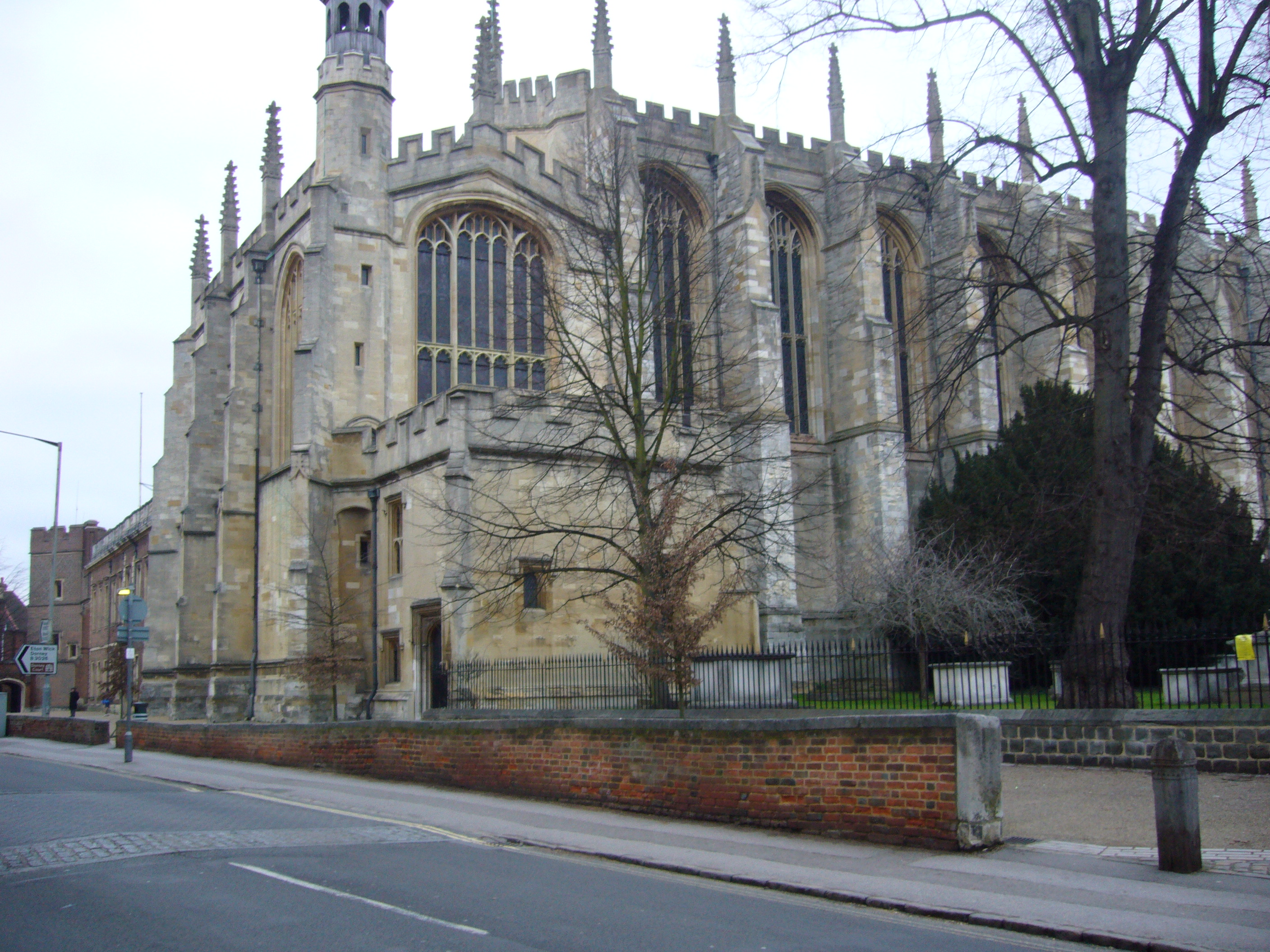
イギリスのイートン校

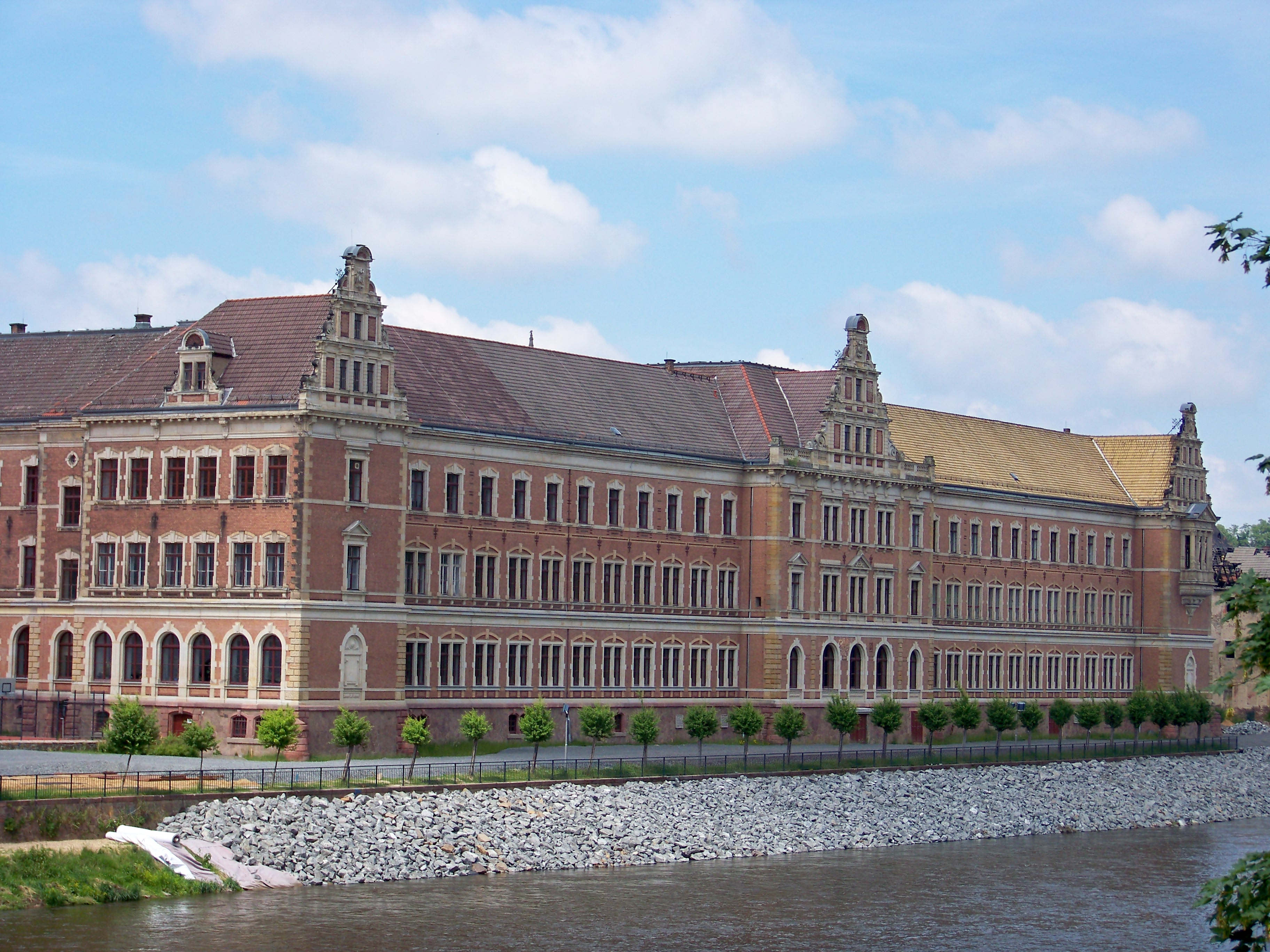
ドイツザクセン州Grimmaのギムナジウム

中等教育学校（ちゅうとうきょういくがっこう 英語:Secondary school）は、中等教育を中学校などにおける教育相当の前期と高等学校などにおける教育相当の後期を一貫して施す学校で、日本では中高一貫教育とされる。中学相当の前期課程と高校相当の後期課程で構成し、中等（ちゅうとう）など略称される。
各国で相当する学校は、イギリスのパブリックスクール、ドイツ連邦共和国およびオーストリア共和国のギムナジウム、オランダのVWO（大学準備中等教育）およびHAVO（高等一般教育）などが挙げられる。
ドイツのギムナジウム、オーストリアのAHS、オランダのVWOおよびHAVOの進学率・在籍率は、該当年齢の約30パーセント (%) に達する。日本の国立と私立の中学校の在籍率は全中学生の約8%、南関東の中高一貫校受験参加率は約20%、公立中高一貫校および私立中高一貫校の入学試験参加者数の合計である。

## 日本の中等教育学校
|    | 国立  | 公立   | 私立  | 総計   |
| -- | ----- | ------ | ----- | ------ |
| 計 | 2,951 | 22,390 | 6,812 | 32,153 |

日本における中等教育学校は、小学校に続く学校で修業年限は6年である。小学校における教育の基礎の上に、心身の発達に応じて、義務教育として行われる普通教育（前期中等教育）ならびに高度な普通教育（後期中等教育）および専門教育を一貫して施すことを目的とする、中学校と高等学校（高校）を合わせた年限に相当する6年間の一貫教育を行う学校として、1998年（平成10年）6月に学校教育法が改正されて新たに定められた学校種である。
学校教育法第一条で定める一条校で、校種名の「中等教育」は、日本で中学校と高等学校の段階で行う教育がおもに該当する。

### 前期・後期課程
前期課程（第1 - 3学年）の3年間は中学校（前期中等教育）相当で、義務教育の就学先でもある。前期課程を修了すると義務教育の課程を修了したものとして、他の高等学校、高等専門学校（高専）、専修学校高等課程（高等専修学校）など後期中等教育へ入学資格が得られる。
後期課程（第4 - 6学年）の3年間は高等学校（後期中等教育）相当である。後期課程を修了して卒業すると中等教育を修了したものとして、大学（短期大学を含む）など高等教育への入学資格が得られる。
前期・後期課程を一貫した6年制の完全中高一貫校、後期課程からの入学者も募集する併設型中高一貫教育校がある。

### 現状
公立の中等教育学校では、学校教育法施行規則の規定で入学の際に学力検査を行わないものとされている。選抜には、調査書・作文・面接・適性検査・抽選などが行われる。競争率は非常に高い。
中等教育学校の一般教員は原則として中学校と高等学校それぞれの教員免許状が必要だが、「当分の間」は何れか一方の免許状で可能とする。
2019年現在で国立4校、公立32校、私立18校がある。

### 沿革
従来から私立の中学校・高等学校の併設校はカリキュラムを大幅に調整した中高一貫教育を行う学校が多かったが、1998年6月の学校教育法改正により、中学校から高等学校に相当する教育を一貫して施すために単一の学校として設置することが可能になった。従来の中高一貫教育は、中学校と高等学校のそれぞれが最低1校ずつを要した。
公立は1999年度（平成11年度）の五ヶ瀬中等教育学校、私立は2000年度（平成12年度）の創世中等教育学校、国立では2000年度（平成12年度）の東京大学教育学部附属中等教育学校、奈良女子大学文学部附属中等教育学校が最初である。2003年度（平成15年度）に一般生や帰国子女らが多数在籍する公立中等教育学校芦屋国際中等教育学校が芦屋市に開設される。
私立で初の中等教育学校として開校した創世中等教育学校は、大幅な定員割れを理由に2009年度（平成21年度）から募集を停止した。東北地方初の中等教育学校として設立された秀光中等教育学校も、後期課程へ進学せずに系列校へ進学する事例が増加し、2020年度に従前の併設型中高一貫校へ戻る。

### 教育の目標
学校教育法の第51条の3で中等教育学校における教育について定める。
1. 国家及び社会の有為な形成者として必要な資質を養うこと。
2. 社会において果たさなければならない使命の自覚に基づき、個性に応じて将来の進路を決定させ、一般的な教養を高め、専門的な技能に習熟させること。
3. 社会について、広く深い理解と健全な批判力を養い、個性の確立に努めること。

この目標は、高等学校における教育の目標と同一である。前期課程においては、中学校における教育の目標が準用される。

### 教育課程
前期課程では中学校に関する規定が、後期課程では高等学校に関する規定がそれぞれ準用される。
『中学校学習指導要領』、『高等学校学習指導要領』も適用されている。一部に、中等教育学校のみに適用される教育課程を定めた規定がある。また、中等教育学校に適用される特例がある。中学校と高等学校の内容を一部入れ替えて学習を行うことができる。これにより、中学校と高等学校で重複した内容を整理して学習したり、前期課程で一部高等学校の内容を学習することができる（文部科学省ホームページより）。

### 中等教育学校の一覧

#### 国立学校
東京都
- 東京大学教育学部附属中等教育学校
- 東京学芸大学附属国際中等教育学校

奈良県
- 奈良女子大学附属中等教育学校

兵庫県
- 神戸大学附属中等教育学校

広島県
- 広島大学附属福山中学校・高等学校（令和14年度に完全移行）

#### 公立学校
北海道
- 登別明日中等教育学校（北海道立）
- 市立札幌開成中等教育学校（札幌市立）

宮城県
- 仙台青陵中等教育学校（仙台市立）

茨城県
- 並木中等教育学校（茨城県立）
- 古河中等教育学校（茨城県立）
- 勝田中等教育学校（茨城県立）

群馬県
- 中央中等教育学校（群馬県立）
- 四ツ葉学園中等教育学校（伊勢崎市立）

埼玉県
- 大宮国際中等教育学校（さいたま市立）

千葉県
- 稲毛国際中等教育学校（千葉市立）

東京都
- 立川国際中等教育学校（東京都立）
- 小石川中等教育学校（東京都立）
- 桜修館中等教育学校（東京都立）
- 九段中等教育学校（千代田区立）
- 三鷹中等教育学校（東京都立）
- 南多摩中等教育学校（東京都立）

神奈川県
- 相模原中等教育学校（神奈川県立）
- 平塚中等教育学校（神奈川県立）

新潟県
- 高志中等教育学校（新潟市立）
- 村上中等教育学校（新潟県立）
- 柏崎翔洋中等教育学校（新潟県立）
- 津南中等教育学校（新潟県立）
- 燕中等教育学校（新潟県立）
- 直江津中等教育学校（新潟県立）
- 佐渡中等教育学校（新潟県立）

兵庫県
- 芦屋国際中等教育学校（兵庫県立）

岡山県
- 岡山大安寺中等教育学校（岡山県立）

広島県
- 広島中等教育学校（広島市立）

山口県
- 下関中等教育学校（山口県立）

徳島県
- 城ノ内中等教育学校（徳島県立）

愛媛県
- 松山西中等教育学校（愛媛県立）
- 今治東中等教育学校（愛媛県立）
- 宇和島南中等教育学校（愛媛県立）※2027年に宇和島南高等学校に改組のため閉校予定[10]。

福岡県
- 輝翔館中等教育学校（福岡県立）

宮崎県
- 五ヶ瀬中等教育学校（宮崎県立）

#### 私立学校
茨城県
- 土浦日本大学中等教育学校（土浦日本大学中学校が設置母体、土浦日本大学高等学校を併置）
- 開智望中等教育学校
- 智学館中等教育学校（常磐大学高等学校を併置）

栃木県
- 佐野日本大学中等教育学校（佐野日本大学中学校が設置母体、佐野日本大学高等学校を併置）

埼玉県
- 開智所沢中等教育学校

千葉県
- 時任学園中等教育学校（時任学園女子中学校・日本イデア高等学校が設置母体）
- 三育学院中等教育学校（三育学院中学校が設置母体）

神奈川県
- 桐蔭学園中等教育学校（桐蔭学園高等学校を併置）
- 横浜富士見丘学園中等教育学校（富士見丘中学校・高等学校 (神奈川県)が設置母体）
- 自修館中等教育学校（向上高等学校を併置）

長野県
- 松本秀峰中等教育学校（松本松南高等学校が設置母体、松商学園高等学校を併置）

愛知県
- 海陽中等教育学校

三重県
- 鈴鹿中等教育学校（鈴鹿中学校が設置母体、鈴鹿高等学校を併置）

滋賀県
- MIHO美学院中等教育学校 - 2012年（平成24年）3月26日設置認可、同年4月開校

大阪府
- 大阪学芸中等教育学校（大阪学芸中学校が設置母体、大阪学芸高等学校・附属中学校を併置）2020年（令和2年）度の生徒募集を停止。在校生が卒業する2024年度に廃止予定

奈良県
- 聖心学園中等教育学校（橿原学院高等学校を併置）

岡山県
- 朝日塾中等教育学校（朝日塾中学校・高等学校が設置母体）

愛媛県
- 済美平成中等教育学校（済美平成中学校が設置母体、済美高等学校 (愛媛県)を併置）
- 新田青雲中等教育学校（新田高等学校を併置）

福岡県
- リンデンホールスクール中高学部（福岡県内に福岡第一高等学校および第一薬科大学付属高等学校を併置）

### 廃止された学校

#### 私立学校
宮城県
- 秀光中等教育学校 - 2020年（令和2年）11月27日に宮城県私立学校審議会により廃止認可が答申された[11]。仙台育英学園秀光中学校が設置母体、仙台育英学園高等学校を併置していた。閉校後、秀光中学校を開校した。

群馬県
- 創世中等教育学校 - 2011年（平成23年）12月20日に群馬県私立学校審議会により廃止認可が答申された。明和高等学校 (群馬県)が設置母体、明和県央高等学校を併置。

## 各国の中等教育学校

### イギリス
イギリスはパブリックスクールが存在し、多くはボーディングスクールで、13 - 18歳の年齢に教育を施す。

### ドイツ

ドイツの教育制度。灰色が基礎学校、緑がギムナジウム、赤が実科学校、黄が基幹学校

ドイツはギムナジウム (Gymnasium) が相当する。
ドイツの教育制度では、6 - 10歳の基礎学校（Grundschule, 4年制）修了後の進路が、以下3つの学校種に分かれる。
- ギムナジウム - 大学進学準備教育を提供する9年制学校（10 - 19歳）。
- 実科学校 - 卒業後全日制職業教育学校 (Berufsfachschule) へ進学し中級職業専門家になろうとする者が進学する、6年制学校（10 - 16歳）。
- 基幹学校 (Hauptschule) - 卒業後職業教育を受けようとする者が進学する5年制学校（10 - 15歳）。

これらの3つの学校は、最初の2年間は観察指導段階 (Orientierungsstufe) が設けられ、生徒の学校進路を決定する際に、第5学年および第6学年で生徒の適性を見極め、生徒の学校進路を選択するために設けられたもので、この観察指導段階は初等教育段階には含まれない。

### オーストリア
オーストリア共和国では、4年制（6 - 10歳）の基礎学校 (Grundschule) を修了した後のキャリアは2つに分かれる。
- 基幹学校 (Hauptschule) - 卒業後職業訓練を受ける者や職業教育学校へ進学しようとする者が進学する、4年制学校（10－14歳）
- 普通教育中等学校 (Allgemeinbildende Höhere Schule, AHS) - 大学進学準備教育を提供する、8年制学校（10－18歳）。

そのうちAHSはISCED-2および3Aのギムナジウムで、実科ギムナジウム、経済実科ギムナジウムに大別される。
AHSへの進学については、日本の中学受験とは大きく異なり、基礎学校の最終学年での生徒の成績や興味・関心を考慮して、学校から教育権者（親権者・未成年後見人）に所見が出される。一般的にはドイツ語と数学の成績が良好である必要があるものの、基礎学校からの所見とは異なり、AHSへの進学を希望する場合に限り、入学試験が行われる。

### オランダ

オランダの教育制度

オランダの教育では、4歳－12歳までの8年制の初等学校(2年制保育を含む幼小一貫教育)を修了した後の進路は以下に分かれる。
- 職業的中等教育 (VMBO), ISCED-2
- 高等一般教育 (HAVO), ISCED-3A
- 大学準備中等教育 (VWO), ISCED-3A

うちVWOには、次の3つのタイプの学校に分類される。①ギリシャ語とラテン語を学習しない「アンテネウム」(Atheneum)、②ギリシャ語とラテン語が必修科目である「ギムナジウム」(Gymnasium)、③ギリシャ語とラテン語が選択科目である「リセウム」(Lyceum) である。
VWOおよびHAVOが日本の中等教育学校（私立中高一貫校を含む）に相当する。しかし日本の中等教育学校（中高一貫教育を提供する私立中学校および私立高等学校を含む）とは大きく異なり、最初の3年間は、VWO, HAVO, MAVO, LBO のすべてに「基礎教育課程」が導入され、3年間で3000単位時間（総授業時間数の80%、1単位時間は50分）の必修科目を履修する。必修科目は、オランダ語、英語、現代外国語（ドイツ語またはフランス語）、数学、物理、化学、生物、地理、歴史、政治、経済、工学、芸術（音楽、美術、ダンス、演劇の中から2科目選択）、自立のための生活技能、体育である。総授業時間数の20%についてはラテン語、宗教などの選択科目に充てられている。